# Burg Heinrichsberg

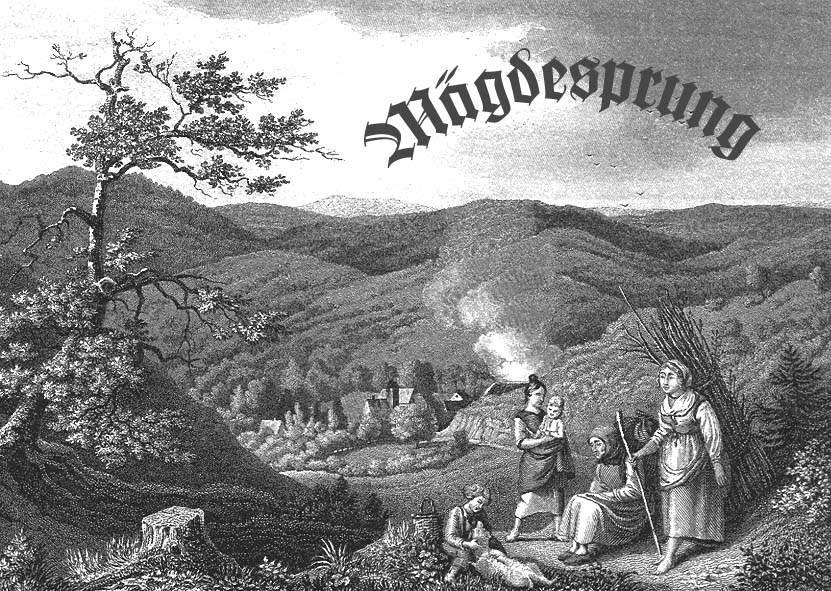
Mägdesprung in der Nähe der Burg Heinrichsberg, um 1840

Die Burg Heinrichsberg ist eine Ruine nördlich des Harzgeroder Ortsteils Mägdesprung unweit der Bundesstraße 185 im Landkreis Harz im Bundesland Sachsen-Anhalt.

## Geschichte
Die Burg soll als Schutzburg für die nahegelegenen Hüttenwerke durch die Grafen und späteren Fürsten von Anhalt errichtet worden sein, deren Stammburg sich nur ca. 3 km davon entfernt im Selketal befand. Ab 1307 werden die Grafen zu Stolberg als anhaltische Lehnsträger von Heinrichsberg bezeichnet. Die ursprüngliche Schutzfunktion der Burg änderte sich jedoch unter der stolbergischen Besatzung, denn die an der nordöstlichen Peripherie der gräflichen Besitzungen gelegene Befestigungsanlage diente als Stützpunkt für Wegelagerer auf der vorbeiführenden Harzstraße. Laut Cyriacus Spangenbergs Mansfelder Chronik wurde die Burg von den Grafen Dietrich und Heinrich von Hohnstein und deren Söhnen im Jahre 1344 erobert und die dort hausenden Straßenräuber hingerichtet.
Die Erneuerung der anhaltischen Lehnsbriefe über Heinrichsberg für die Grafen zu Stolberg erfolgte in den Jahren 1377 und 1381. Danach finden sich über Jahrzehnte keine schriftlichen Belege zur Burganlage, die zusehends verfiel und bereits 1491 als wüstes Schloss bezeichnet wurde, das sich im Pfandbesitz des Friedrich von Hoym befand. Die Herren von Hoym waren in jener Zeit auch Träger der anhaltischen Lehen Bärenrode, Bolkendorf und der Hälfte des Dorfes Dankerode. Diese Güter verpfändeten sie an die Grafen zu Stolberg, wozu Fürst Bernhard VI. von Anhalt-Bernburg 1452 als Lehnsherr seine Zustimmung gab. 1461 zahlte Graf Heinrich zu Stolberg die schuldige Summe von 450 Rheinischen Goldgulden an Friedrich d. Ä., Friedrich d. J. und Heinrich von Hoym für den Kauf der beiden Wüstungen Olvesfelde und Mußeberg sowie des halben Dorfes Dankerode.
Die Fürsten Ernst und Wolfgang von Anhalt erneuerten 1514 die Belehnung der Stolberger mit dem Schloss Heinrichsberg und Zubehör, dem Dorf Breitenstein, dem damals bereits wüsten Dorf Ammacht, den Gehölzen beim Gräfenteich, einem Feld bei Güntersberge und dem Feld zu Lingesbach, dem halben Dorf Dankerode und weiteren Gerechtigkeiten. Im besagten Lehnsbrief wird auch der stolbergische Anspruch auf mehrere Harzgüter, insbesondere drei zwischen Güntersberge und Harzgerode gelegene Wüstungen urkundlich festgehalten, deren Lehnsträger damals noch die Herren von Hoym waren. Graf Botho stand jedoch bereits mit Ritter Magnus von Hoym in Kaufverhandlungen. Der Stolberger war entsprechend finanzkräftig geworden, um durch Landerwerb eine Verbindung zwischen den bereits in seinem Besitz befindlichen Städten Güntersberge und Harzgerode herzustellen und somit den stolbergischen Machtbereich im Nordosten auszubauen. Magnus von Hoym starb jedoch vor Abschluss des Kaufvertrages. Er hinterließ den unmündigen Sohn Friedrich von Hoym, mit dessen Vormündern Graf Botho zu Stolberg 1518 den Erbkaufvertrag abschloss. Der Kaufpreis über diese seit 1430 der Familie von Hoym gehörigen anhaltischen Lehnsgüter betrug 1.550 Gulden. Nach Erreichen der Volljährigkeit ratifizierte Friedrich von Hoym 1530 den abgeschlossenen Erbkauf, jedoch erhöhte er den Kaufpreis um 900 Goldgulden, da er meinte, dass die Güter damals unter Wert verkauft worden seien.
Die spätmittelalterliche Wüstung Bärenrode wurde im Auftrag des Grafen Botho zu Stolberg im 16. Jahrhundert wieder bewohnbar gemacht und das dort ab 1535 erbaute Vorwerk Verwaltungssitz eines eigenen Amtes. Die nur wenige Kilometer entfernten Burgen Erichsberg und Heinrichsberg, die durch immer stärkeren Verfall in die Bedeutungslosigkeit herabgesunken waren, wurden nunmehr vom Amt Bärenrode aus verwaltet. Von den Besitzungen beider Burgen hatten später lediglich das ursprünglich zur Burg Heinrichsberg gehörende Dorf Breitenstein und die ausgedehnten Waldgebiete größere Bedeutung erlangt.
Koordinaten: 51° 40′ 31″ N, 11° 7′ 56″ O